# Fadogia obscura
Fadogia obscura är en måreväxtart som beskrevs av Auguste Jean Baptiste Chevalier och Robyns. Fadogia obscura ingår i släktet Fadogia och familjen måreväxter. Inga underarter finns listade i Catalogue of Life.